# Life Peerages Act 1958
Lire en ligne

(en) Lire sur le site de l’Office of Public Sector Information

Le Life Peerages Act 1958 institue les normes modernes de création des « Pairs à vie » par le souverain du Royaume-Uni.
Les « Pairs à vie » sont des membres de la Chambre des lords nommés à vie mais dont l'appartenance à la Chambre des lords ne peut pas se transmettre à leurs descendants. Des « pairs à vie judiciaires » siégeaient déjà à la Chambre des lords en application du Appellate Jurisdiction Act 1876 et de ses amendements. Cette loi accroit fortement la capacité du premier ministre à changer la composition de la Chambre des lords et réduit considérablement la domination des pairs héréditaires « à temps partiel ».
Les quinze premiers pairs à vie (onze hommes et quatre femmes) sont nommés par la reine Élisabeth II sur recommandation du premier ministre conservateur Harold Macmillan en 1958. Le premier d'entre eux, nommé le 1er août, est Ian Fraser, précédemment député conservateur à la Chambre des communes, aveugle depuis une blessure de guerre en 1916, et engagé en faveur de la cause des aveugles. Cette réforme permet également un début de diversification sociale de la Chambre des lords. Parmi les quinze premiers, on trouve en effet les syndicalistes Victor Collins et Charles Geddes (en), membres du Parti travailliste. Enfin, cette loi permet pour la première fois à des femmes de siéger à la Chambre des lords. La première d'entre elles, en 1958, est Stella Isaacs, fondatrice de la Women’s Royal Voluntary Service.

## Sources
- (en) Cet article est partiellement ou en totalité issu de l’article de Wikipédia en anglais intitulé « Life Peerages Act 1958 » (voir la liste des auteurs).